# Die Linke Schleswig-Holstein
Die Linke Schleswig-Holstein (Eigenschreibweise: DIE LINKE. Landesverband Schleswig-Holstein – auch Linkspartei genannt) ist der Landesverband der deutschen Partei Die Linke im Bundesland Schleswig-Holstein.

## Organisation

### Kreisverbände
Im Landesverband sind insgesamt 15 Kreisverbände (KV) in den Kreisen und kreisfreien Städten organisiert. Unterhalb der Kreisverbände können Ortsverbände anhand der räumlichen Strukturen sowie weitere Zusammenschlüsse frei durch die Mitglieder gebildet werden.

### Landesparteitag
Der Landesparteitag ist das höchste Organ des Landesverbandes. Er berät und beschließt über grundsätzliche politische und organisatorische Fragen und wählt unter anderem den Landesvorstand sowie die Landeslisten zu Bundes- und Landtagswahlen. Auf dem Parteitag haben Delegierten aus den Kreisverbänden, dem anerkannten Jugendverbandes Linksjugend solid und dem anerkannten Hochschulverband Die Linke.SDS Stimmrecht. Delegierte aus landesweiten, innerparteilichen Zusammenschlüssen (LAGs) nehmen mit beratender Stimme am Parteitag teil.

### Landesrat
Der Landesrat ist das oberste Beschluss fassende Organ des Landesverbandes zwischen den Landesparteitagen. Er soll die gegenseitige Information über und die Koordination von Planungen der Kreisverbände und des Landesvorstandes sicherstellen. Er hat Konsultativ-, Kontroll- und Initiativfunktion gegenüber dem Landesvorstand und setzt sich aus Vertreterinnen und Vertretern aus allen Kreisverbänden sowie zwei Mitgliedern des Landesvorstandes zusammen.

### Landesvorstand
Der Landesvorstand besteht aus insgesamt mindestens 8 und höchstens 12 vom Landesparteitag gewählten Mitgliedern. Darin inkludiert sind
- die Landessprecherin sowie der Landessprecher
- eine Landesschatzmeisterin oder ein Landesschatzmeister
- sowie 5 bis 9 weitere Vorstandsmitglieder

Derzeit sind Susanne Spethmann und Luca Grimminger Sprecherin und Sprecher. Anna Kromm fungiert als Landesschatzmeisterin.

### Landesarbeitsgemeinschaften (LAG)
Gemäß der Satzung können kreisverbandsübergreifend Zusammenschlüsse im Landesverband gebildet werden; regelmäßig verbindet diese ein gemeinsames Politikfeld.
Beispiele hierfür sind die derzeit aktiven LAGs:
- Antifaschismus[7]
- Antikapitalistische Linke[8]
- Bildung[9]
- Cuba Sí[10]
- Frauen[11]
- Kinder, Jugend und Familie[12]
- Kommunistische Plattform[13]
- Kommunistische Politik von unten[14]
- Selbstbestimmte Behindertenpolitik[15]

## Geschichte
Die Partei Die Linke Schleswig-Holstein entstand am 7. September 2007 durch Verschmelzung nach dem Umwandlungsgesetz der Partei WASG Schleswig-Holstein und der Partei Die Linkspartei.PDS Schleswig-Holstein, nachdem diese bereits bei der Bundestagswahl 2005 unter dem Namen Die Linkspartei.PDS bundesweit kooperiert hatten.
2008 trat die Partei erstmals zu Kommunalwahlen in Schleswig-Holstein an und erreichte ihr bisher bestes Ergebnis von landesweit 6,9 Prozent. Am 27. September 2009 schaffte sie bei ihrer ersten Landtagswahl mit 6,0 Prozent der Stimmen den Einzug in den Kieler Landtag. 2012 verpasste sie bei der Landtagswahl mit 2,3 Prozent den Wiedereinzug.

## Positionen
Programmatisch ist die Partei mit einem Schwerpunkt beim Thema Soziale Gerechtigkeit aufgestellt. Sie steht für eine Gesellschaft, die Marktmechanismen gesellschaftlichen Zielvorstellungen unterordnet und den Bereich der Daseinsvorsorge, der Infrastruktur, der Energiewirtschaft und des Finanzsektors in öffentliches Eigentum überführen will. Die Linke will einen Sozialstaat, der Lebensrisiken umfassend absichert. Durch eine aktive Arbeitsmarktpolitik sollen gut bezahlte reguläre Arbeitsplätze geschaffen werden. Die Partei tritt in Schleswig-Holstein für einen Öffentlich geförderten Beschäftigungssektor (ÖBS) ein, um existenzsichernde, sozialversicherungspflichtige Beschäftigungsverhältnisse für Erwerbslose zu schaffen.
Viel Wert legt die Partei auf die Verbindung von Parteipolitik und Bewegungspolitik: Viele ihrer Mitglieder sind gewerkschaftlich organisiert, aktiv in antifaschistischen Bündnissen und Organisationen, in sozialpolitischen Initiativen, in der Friedensbewegung oder anderweitig ehrenamtlich aktiv.

## Abgeordnete

### Bundestag
Bei der Bundestagswahl 2009 wurden mit Cornelia Möhring und Raju Sharma zwei LINKE in den Bundestag gewählt, von denen 2013 lediglich Möhring wiedergewählt wurde. Nach der Bundestagswahl 2017 war DIE LINKE Schleswig-Holstein mit zwei Abgeordneten im Bundestag vertreten: Die bisherige Abgeordnete Cornelia Möhring, damals frauenpolitische Sprecherin der Linksfraktion und stellvertretenden Fraktionsvorsitzende sowie Lorenz Gösta Beutin, seinerzeit Klima- und Energiepolitischer Sprecher der Bundestagsfraktion. Im Zuge der erheblichen Stimmverluste bei der Bundestagswahl 2021 konnte lediglich Cornelia Möhring den Wiedereinzug in den Bundestag schaffen. Bei der Bundestagswahl 2025 erreichte die Partei mit Lorenz Gösta Beutin, der in das Parlament zurückkehrte, und der erstmals gewählten Tamara Mazzi wieder zwei Mandate.

### Landtag
In der 17. Wahlperiode (Oktober 2009 bis Juni 2012) war die Partei mit sechs Abgeordneten im Landtag vertreten. Bei der Landtagswahl in Schleswig-Holstein 2017 scheiterte die Partei, vertreten durch das Spitzenduo aus dem ehemaligen Landtagsabgeordneten Ulrich Schippels und der damaligen Landessprecherin Marianne Kolter, an der Sperrklausel und verpasste den Wiedereinzug in den Landtag. Auch bei der Landtagswahl in Schleswig-Holstein 2022 gelang der Einzug in den Landtag nicht.

### Kommunalparlamente
Bei den Kommunalwahlen in Schleswig-Holstein 2018 konnte die Partei landesweit 53 Mandate in den Gemeinden und Städten sowie  32 Mandate in den Kreisen und kreisfreien Städten erringen. So ist die Partei – mit Ausnahme von Ostholstein – in allen Kreistagen mit Abgeordneten vertreten und sitzt in 26 Gemeindevertretungen.

## Wahlergebnisse

### Europawahlen
| Wahl                                            | Datum        | Ergebnis | Veränderung zur letzten Wahl |
| Europawahl in Deutschland 2009 – Landesergebnis | 7. Juni 2009 | 3,9 %    | n.n.                         |
| Europawahl in Deutschland 2014 – Landesergebnis | 25. Mai 2014 | 4,5 %    | + 0,6                        |
| Europawahl in Deutschland 2019 – Landesergebnis | 26. Mai 2019 | 3,7 %    | - 0,8                        |
| Europawahl in Deutschland 2024 – Landesergebnis | 9. Juni 2024 | 2,3 %    | - 1,4                        |

### Bundestagswahlen
| Wahl                                 | Datum              | Ergebnis | Veränderung zur letzten Wahl |
| Bundestagswahl 2009 – Landesergebnis | 27. September 2009 | 7,9 %    | n.n.                         |
| Bundestagswahl 2013 – Landesergebnis | 22. September 2013 | 5,2 %    | - 2,7                        |
| Bundestagswahl 2017 – Landesergebnis | 24. September 2017 | 7,3 %    | + 2,1                        |
| Bundestagswahl 2021 – Landesergebnis | 26. September 2021 | 3,6 %    | - 3,7                        |
| Bundestagswahl 2025 – Landesergebnis | 23. Februar 2025   | 7,8 %    | + 4,2                        |

### Landtagswahlen
| Wahl              | Datum              | Ergebnis | Veränderung zur letzten Wahl |
| Landtagswahl 2009 | 27. September 2009 | 6,0 %    | n.n.                         |
| Landtagswahl 2012 | 6. Mai 2012        | 2,3 %    | - 3,5                        |
| Landtagswahl 2017 | 7. Mai 2017        | 3,8 %    | + 1,3                        |
| Landtagswahl 2022 | 8. Mai 2022        | 1,7 %    | - 2,1                        |

### Kommunalwahlen
| Wahl                | Datum        | Ergebnis | Veränderung zur letzten Wahl |
| Kommunalwahlen 2008 | 25. Mai 2008 | 6,9 %    | n.n.                         |
| Kommunalwahlen 2013 | 26. Mai 2013 | 2,5 %    | - 4,4                        |
| Kommunalwahlen 2018 | 6. Mai 2018  | 3,9 %    | + 1,4                        |
| Kommunalwahlen 2023 | 14. Mai 2023 | 2,1 %    | - 1,8                        |